# هرمز یکم
هرمز یکم یا اورمزد یکم (به پارسی میانه: 𐭠𐭥𐭧𐭥𐭬𐭦𐭣 ت.ت. 'اَئُوهُرْمَزْدَ') هُرمُزد_اردشیر یا اورمزدِ شاپور در شاهنامه، از سال ۲۷۰ تا ۲۷۱ میلادی، سومین شاهنشاه ایران و انیران از خاندان ساسان در ایران‌شهر بود. او پس از پدرش، شاپور یکم، به شاهنشاهی ایران‌شهر رسید.
وی که در دوران پدر خود، در جنگ‌های ایران‌شهر با روم و ارمنستان، دلاوری‌های بسیاری از خود نشان داده بود، به خاطر شجاعت‌های خویش دلیر خوانده می‌شد و شاپور نخست فرمانروایی پارت و سرانجام فرمانروایی ارمنستان را با عنوان وُزرگ شاه ارمنشهر به او داده بود. به نظر می‌آید صفات جنگی و یا اصل و نسب مادرش که دختر مهرک نوش‌زاد بود و به اشکانیان می رسید وی را در نظر پدر، لایق جانشینی او کرده باشد چنان که با وجود اینکه پسر بزرگ شاه نبود، شاپور او را به عنوان ولیعهد خود انتخاب کرد.
اگر گزارش طبری دربارهٔ آنکه وی یک دست داشته درست باشد، ممکن است همین نکته بهانه‌ای شده باشد که بزرگان ناراضی، او را خیلی زود از پادشاهی برکنار کرده باشند. از روایات مانوی هم بر می‌آید که وی نسبت به مانی نظر تأیید و مساعدت داشته است و این نکته حاکی از سیاست تسامح جویی اوست. مانی پیامبر در زمان او آزادانه اندیشه‌اش را رواج می‌داد. همچنین کرتیر موبد نامدار زرتشتی و دشمن مانی، در زمان او ارج بسیار یافت. فرجام کار هرمز، روشن نیست و درست معلوم نیست که وی به مرگ طبیعی درگذشته یا اینکه از سلطنت خلع گشته است. در شاهنامه نام او اورمزد شاپور آمده است. آرامگاهی در کنار یکی از خیابان‌های اصلی شهر رامهرمز کنونی در باغی که به «برده شور» شهرت دارد، واقع شده است که گفته می‌شود که این قبر هرمز ساسانی (هرمز یکم)، بنا کننده رامهرمز است. در چند قدمی این محل، امام زاده بی‌بی سینی قرار دارد که زیارتگاه بی بی ساسانی را به یاد می‌آورد.

## نام
از این پادشاه در منابع به شیوه‌های گوناگون نام برده شده است. سنگ‌نوشته شاپور یکم بر کعبه زرتشت از او به نام اورمزد-اردشیر یاد می‌کند. در منابع دیگر از او با نام اورمزد نام می‌برند که البته بسته به زبان آن منبع شکل‌های گوناگونی دارد. این که شاپور یکم برای جانشین خود نامی مرکب پیش‌بینی کرده بود احتمالاً آگاهانه بوده است: اورمزد در فارسی باستان، اهورامزدا، نام بلندمرتبه‌ترین خدا در دین زرتشت است که در نقش‌برجسته‌ها حلقهٔ حکومت را هم به اردشیر یکم و هم به شاپور یکم اعطا می‌کند. برگزیدن دومین نام اردشیر احتمالاً به خاطر بزرگداشت نخستین شاهنشاه شاهنشاهی و همچنین افزایش دادن شکوه و بزرگی سلسلهٔ ساسانی بوده است. دلیل دیگری که برای برگزیدن این نام می‌توانسته وجود داشته باشد آن گونه که نویسنده‌های عرب می‌نویسند شباهت آشکار اورمزد-اردشیر با پدربزرگش بوده است.
آنچه که مسلم است هرمز یکم در زمان زندگی پدرش و هنگام ولیعهدی نام اورمزد-اردشیر را داشت و پدرش که شاهنشاه ساسانی بود، اورمزد نام داشت.
منابع عربی لقب هرمز یکم را «شجاع» نوشته‌اند. همچنین در یک منبع پارتی نیز این لقب برای هرمز یکم یاد شده است. نولدکه بر این باور است که هرمز یکم این لقب را به خاطر شایستگی‌های رزمی خود در لشگرکشی دوم شاپور یکم علیه امپراتوری روم به دست آورد.

## تبارشناسی

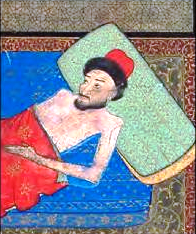
نگاره‌ای از هرمزد یکم در شاهنامهٔ تهماسبی که وی را در بستر مرگ در حال وصیت به بهرام نشان می دهد. در این نگاره هرمزد با یک دست نشان داده شده - موزه متروپولیتن

بر سر مسئله حق اولویت نخستین فرزند در پادشاهی هرمز یکم اختلاف نظر وجود دارد. آیا او بزرگ‌ترین فرزند بود یا این که سومین فرزند پسر از میان چهار پسر شاپور یکم بود؟ دو بار از پسران شاپور یکم در تبارشناسی سنگ‌نبشته شاپور یاد شده که این دو با هم تفاوت دارند. برای همین در زمینهٔ جایگاه سنی هرمز یکم در خانواده اختلاف نظر وجود دارد. در یادکرد نخست ترتیب زیر آمده است: بلافاصله پس از شاپور یکم دخترش آدور-آناهید، شهبانوی شهبانوان آمده است و سپس به گونهٔ شگفت‌انگیزی فقط سه پسر از چهار پسر شاهنشاه یاد شده است: اورمزد-اردشیر شاهنشاه ارمنستان- شاپور میشانشاه و نرسه شاه هندوستان، سگستان و توران تا ساحل دریا. قابل توجه است که شاپور یکم آشکارا عبارت‌های «دختر ما» و «پسر ما» را به کار برده تا شک و تردیدها را دربارهٔ نیای آن‌ها از میان بردارد.
جایگاه برجستهٔ این چهار فرزند در میان دیگر فرزندان را می‌توان از مراسم برپاسازی آتش که به وسیلهٔ شاپور یکم برای آن‌ها انجام می‌شد دریافت. این مراسم را شاپور یکم در آتشکده‌های مربوطه نه تنها برای روان و خوشنامی پس از مرگ خود انجام می‌داد، بلکه برای چهار فرزند یاد شده نیز انجام می‌داد. در این مراسم آتش مقدس دیگری برای خوشنامی پس از مرگ آن‌ها افروخته می‌شد و از آن‌ها به عنوان شایستهٔ ستایش و پر افتخار یاد می‌شد. دیگر اعضای خانواده و والامقامان که در خدمت شاه پابگ و شاهنشاه اردشیر یکم و شاپور یکم بودند، فقط به وسیلهٔ یک قربانی روزانه مورد ستایش قرار می‌گرفتند.
بر خلاف یادکرد نخست از پسران شاپور یکم، یادکرد دیگری وجود دارد که ترتیب زیر را نشان می‌دهد:
بهرام، شاه گیلان که بعداً شاهنشاه بهرام یکم گردید و شگفت این که در لیست نخست نامش موجود نیست و در این لیست جایگاه نخستین برادر را در میان پسران دارد و اورمزد-اردشیر را به جایگاه سوم می‌راند. در جایگاه دوم شاپور شاه میشان است و در جایگاه چهارم نرسه شاه سکستان. مقایسه این دو لیست این موضوع را آشکار می‌کند که در لیست نخست شاپور یکم خانواده‌اش را به پایه جایگاه تشریفاتی رده‌بندی می‌کند. در این لیست باید اعضای دودمان شاهنشاهی فهرست شوند. به همهٔ آن‌ها به وسیلهٔ مراسم برپاسازی آتش شاپور یکم نسبت به دیگر اعضای خانواده جایگاه برتری داده شده و دارای مرتبه‌ای نامیرا هستند. همچنین از این فهرست این نتیجه گرفته می‌شود که دیگر پسران شاپور یکم یعنی شاپور شاه، شاه میشان و نرسه، شاه سکستان در صورت مرگ احتمالی اورمزد-اردشیر به ترتیب رده‌بندی برای تخت پادشاهی پیش‌بینی شده‌اند.
در لیست دوم اصل دیگری در نظر گرفته می‌شود و آن اصل ترتیب سنی است:
در لیست دوم بنا بر یافته‌های اشپرنگلینگ، هنینگ و شومونت اصل دیگری در رده‌بندی به کار گرفته شده و آن هم اصل ترتیب سنی است.
همانگونه که در فهرست نخستین آمده است نزد شاپور یکم شایستگی‌های اورمزد-اردشیر برای ولیعهدی قطعی بود. نرسه نیز پس از مرگ بهرام دوم در خلال کشمکش بر سر تخت پادشاهی در سال ۲۹۳ میلادی این‌گونه عمل نمود. طبق شواهد سنگ‌نوشته پایکولی، نرسه از والامقامان شاهنشاهی می‌پرسد که آیا کسی در ایرانشهر یافت می‌شود که برای حکومت شایسته‌تر و تواناتر باشد؟ چنانچه چنین شخصی یافت می‌شود می‌تواند بر ایرانشهر حکومت کند.
داستان افسانه گونه‌ای وجود دارد که از نظر تاریخی باورنکردنی است و مربوط به ملاقات ولیعهد شاپور (شاپور یکم) با دختر پادشاه میهرک می‌شود و از آن دختر بعدها شاهنشاه هرمز یکم پا به عرصه وجود می‌گذارد. این داستان را کارنامگ، طبری و پس از او بلعمی و ابن اثیر نقل می‌کنند. با احتیاط بیشتر می‌توان روایت حمزه اصفهانی از این داستان را نیز در نظر گرفت که تنها نویسنده‌ای است که نام مادر هرمز یکم را کردزاد می‌داند. چنانچه چنین چیزی با واقعیت‌های تاریخی مطابقت داشت شاپور یکم قطعاً جایگاهی برای او در تبارنامه در سنگ‌نبشته در نظر می‌گرفت، زیرا سنگ‌نبشته شاپور گواهی بر آن است که شاهنشاه ارزش بسیاری بر این موضوع می‌گذاشت که از مادران نخستین شاهان شاهنشاهی ساسانی نام ببرد و هر روز با قربانی آنان را ارج گذارد، ولی از آن جایی که از کردزاد در هیچ منبع دیگری نام برده نشده، وجود او محل شک و تردید است. از این رو ماریک نیز در تبارنامه ساسانیان از کردزاد نام نبرده است. از طرفی برخی از دانشمندان آدور-آناهید را مادر ولیعهد اورمزد-اردشیر می‌دانند. این مسئله که شاپور یکم با دخترش آدور-آناهید پیوند زناشویی داشته است در مباحثات علمی همیشه محل اختلاف بوده است. پایه و بنیان این فرض نیز عنوان آدور-آناهید، شهبانو ی شهبانوان بود که در زرتشتی گری به دلایل دینی زناشویی-xwēdōdah در میان خویشاوندان هم خون توصیه شده است.

## جانشینی
آشکارا بر خلاف آن برگزیدن اورمزد-اردشیر برای ولیعهدی شاپور یکم، همچنین جایگاه او به عنوان شاهنشاه ارمنستان، جایگاه تشریفاتی نخستین او در میان برادرانش در سنگ‌نبشته شاپور و بعداً برپایی آتش نام‌گذاری برای ارجگذاری بر او این موضوع را روشن می‌سازد که اورمزد-اردشیر طبق خواسته شاپور یکم برای ولیعهدی برگزیده شده بود. این موضوع را طبری، بلعمی و ابن اثیر نیز گواهی می‌کنند.
این نظر با در نظر گرفتن منبع اولیه نقش‌برجسته شاپور یکم در نقش رجب در نزدیکی تخت جمشید تقویت می‌شود. در این نقش‌برجسته بنا بر اعتقاد بسیاری از دانشمندان اورمزد-اردشیر به عنوان ولیعهد دیده می‌شود.
به عنوان شاهنشاه او به غیر از پرتره خود بر روی سکه هیچ تصویری از خود بر روی صخره‌ها، آن گونه که هر دو پیشینیان او به فراوانی انجام می‌دادند، برای نسل‌های آینده بر جا نگذاشته است.
به خاطر مدت زمان بسیار کوتاه حکومت او که تقریباً یک سال به درازا کشید هرمز یکم احتمالاً موفق نشد نقش‌برجسته از خود بر جای بگذارد.
نقش‌برجسته یاد شده دارای اندازه ۷/۱۰ متر در ۳/۵۰ متر است و در دیوارهٔ ورودی سمت چپ مغاره شاپور یکم قرار دارد.
به وسیلهٔ یک سنگ‌نبشتهٔ سه زبانه این نقش‌برجسته به شاپور یکم ارجاع داده شده است. این نقش‌برجسته که در هنر ساسانیان منحصر به فرد است، شاهنشاه را روی یک اسب نشان می‌دهد که به وسیلهٔ ولیعهد اورمزد-اردشیر که در میان ملازمان قرار دارد دنبال می‌شود.
حضور ولیعهد به وسیلهٔ اندازه، آرایش مو، دیهیم و نماد ولیعهدی بر روی کلاه بلند نشان داده شده است و بدین گونه جانشینی در سلطنت به نمایش درآمده است.
همچنین برای این که دوام جانشینی پس از سلطنت اورمزد-اردشیر در شاهنشاهی ساسانی نشان داده شود هفت نوهٔ شاپور یکم نشان داده شده است. طبق ترتیب بسیار دقیق تشریفاتی و طبق مرتبه بندی پدران آن‌ها این نوه‌ها به ترتیب تباری در سنگ‌نبشته شاپور یاد شده‌اند. طبق این سنگ‌نبشته، هرمزدگ، پسر اورمزد-اردشیر، شاه ارمنی‌ها و جانشین شاپور یکم در جایگاه نخست ردیف نوه‌ها قرار دارد.
لشکرکشی‌های بسیار شاپور یکم علیه امپراتوری روم این مسئله را آشکار می‌کند که ولیعهد، اورمزد-اردشیر، فعالانه در این تحرکات نظامی شرکت داشته و پیش از بر تخت نشستن امورات حکومتی را بر عهده داشته است. بی شک شرکت موفقیت‌آمیز اورمزد-اردشیر در فتح ارمنستان و همچنین توانایی‌های نظامی او در ارتباط تنگاتنگ با نامیدن او به عنوان شاهنشاه این سرزمین بوده است و این موضوع زمانی قطعی می‌شود که شاپور یکم سومین پسر خود اورمزد-اردشیر را به عنوان ولیعهدی تعیین می‌کند. پیشاپیش دگرگونی‌های تعیین‌کننده‌ای در این منطقه انجام شده بودند. پس از پیروزی شاپور یکم بر قیصر گوردیان سوم در مسیخه در آسورستان در سال ۲۴۴ میلادی و انصراف قیصر فیلیپ عرب از تسلط بر ارمنستان، راه برای شاپور یکم باز شد تا اورمزد-اردشیر در راس حکومت تازه بنا شده قرار بگیرد. اورمزد-اردشیر تازه از سال ۲۵۲/۲۵۳ میلادی مجاز بود تا مستقلاً به عنوان وزورگ شاه ارمنیان حکومت کند. بعداً در خلال لشگرکشی شاپور یکم به سوریه و نخستین فتح انطاکیه در سال ۲۵۳ میلادی، اورمزد-اردشیر یک لشکر ویژه را فرماندهی می‌کند. این موضوع را تربلیوس پولیو در تاریخ قیصرها گواهی می‌نماید و از ولیعهد به نام اودماستس نام می‌برد. همچنین می‌توان از حملهٔ مستقل اورمزد-اردشیر به کاپادوکیه نام برد که از سال ۲۵۳ تا ۲۵۵ میلادی انجام گرفت.

## پادشاهی
در سال ۲۷۳–۲۷۰/۲ میلادی پس از مرگ شاپور یکم، اورمزد-اردشیر به نام هرمز یکم و به عنوان سومین شاهنشاه ساسانیان جانشین پدرش شد. بر عکس فعالیت‌های او به عنوان یک ولیعهد برجسته، تقریباً هیچ اطلاعاتی دربارهٔ حکومت یک ساله‌اش با نام هرمز یکم وجود ندارد.
شومونت و شروو به این نکته اشاره کردند که هرمز پس از بر تخت نشستن بی‌درنگ در پی این بود که برای خود جانشینی به عنوان شاه ارمنستان بگمارد، ولی گفته نشده که آیا هرمز یکم یکی از برادرانش شاپور، شاه میشان یا نرسه شاه سگستان یا شاید عضو دیگری از خویشاوندان نزدیک خاندان پادشاهی را به این سمت دومین مقام شاهنشاهی ساسانی منصوب کرده است، ولی طبق سنگ‌نبشته پایکولی قطعی است که نرسه ۲۰ سال بعد در سال ۲۹۳ میلادی عنوان شاه ارمنستان را داشته است. این که از چه زمانی نرسه این پست را در ارمنستان به عهده داشته است مشخص نیست، ولی با اطمینان می‌توان گفت که هرمز یکم، بهرام شاه گیلان(بهرام یکم) را که در مقایسه با برادران دیگرش بسیار کمتر مورد توجه شاپور یکم بود برای این سمت برنگزیده است.
در سیاست دینی، هرمز یکم پیرو پدرش بود.او هرچند به کرتیر جاه و مقام داد و او را به بالاترین منصب گمارد ولی واکنش او به آیین مانوی که کرتیر با آنها میانه خوبی نداشت، همراه با شکیبایی و خوشرفتاری بود. هرمز به مانی مصونیت داد و پیروان این آیین را برای انجام فعالیت‌های دینی خود آزاد گذاشت.

سکه‌های اورمزد یکم
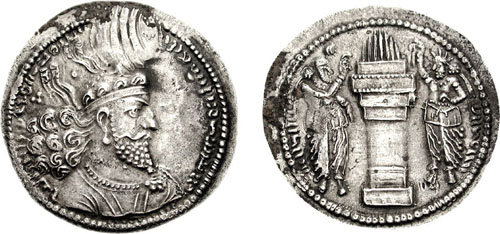
درخم اورمزد یکم
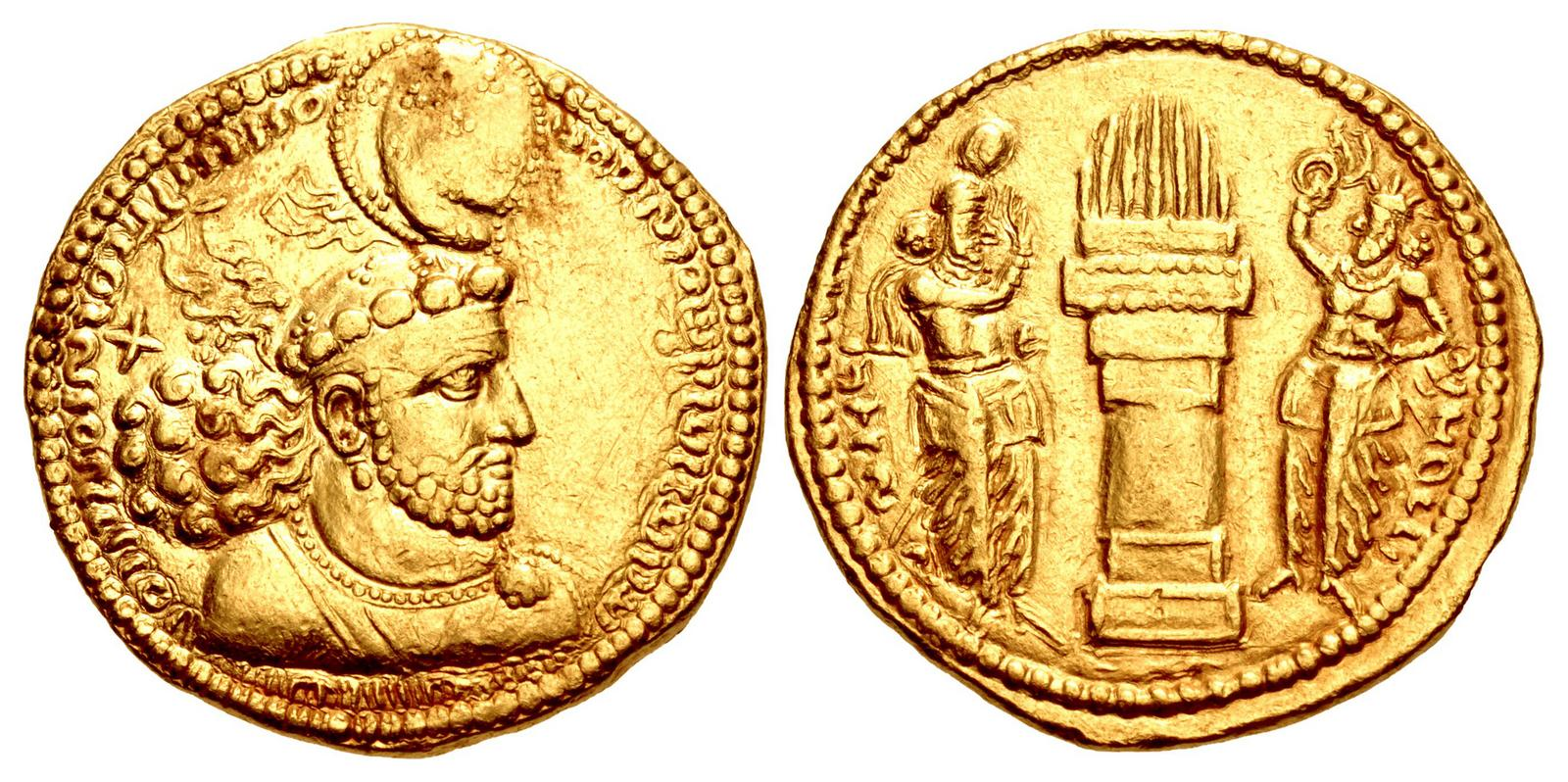
دنار اورمزد یکم، ضرب ناآشکار

## عنوان
عنوان هرمز یکم به کمک منابع اولیه (سنگ‌نبشته‌ها و سکه‌ها) آشکارا دیده می‌شود. به عنوان ولیعهد اورمزد-اردشیر طبق سنگ‌نبشته شاپور عنوان «شاه بزرگ ارمنستان» (فارسی میانه: ووزورگ شاه ارمنیان؛ پارتی: ووزورگ شاه ارمنین) را دارد. او در سمت بعدی خود به عنوان شاه ساسانی عنوان شاه شاهان (فارسی میانه: شاهنشاه) را دارد که در سنگ نبشته‌های کرتیر این عنوان یاد شده است. علاوه بر این عنوان رسمی او به عنوان پادشاه شاهنشاهی ساسانی بر روی سکه‌ها چنین یاد شده است: «مزدا-خدا ستوده اورمزد، شاه شاهان ایران و انیران که چهر از ایزدان دارد.» و بدین وسیله هرمز یکم عنوان پدرش را دارد، عنوانی که از سنگ‌نبشتهٔ شاپور معروف گردیده است.
مسئله‌ای که دارای اهمیت است این است که هرمز یکم نخستین پادشاهی بود که عنوان کامل «شاهنشاه ایران و انیران» را بر روی سکه حک نمود. در منابع مانوی بر عکس برای هرمز یکم عنوان سادهٔ پادشاهی یا شاهزاده نگاشته شده و در نوشته‌های فارسی-عربی عنوان شاهی وجود ندارد.

## لباس رسمی

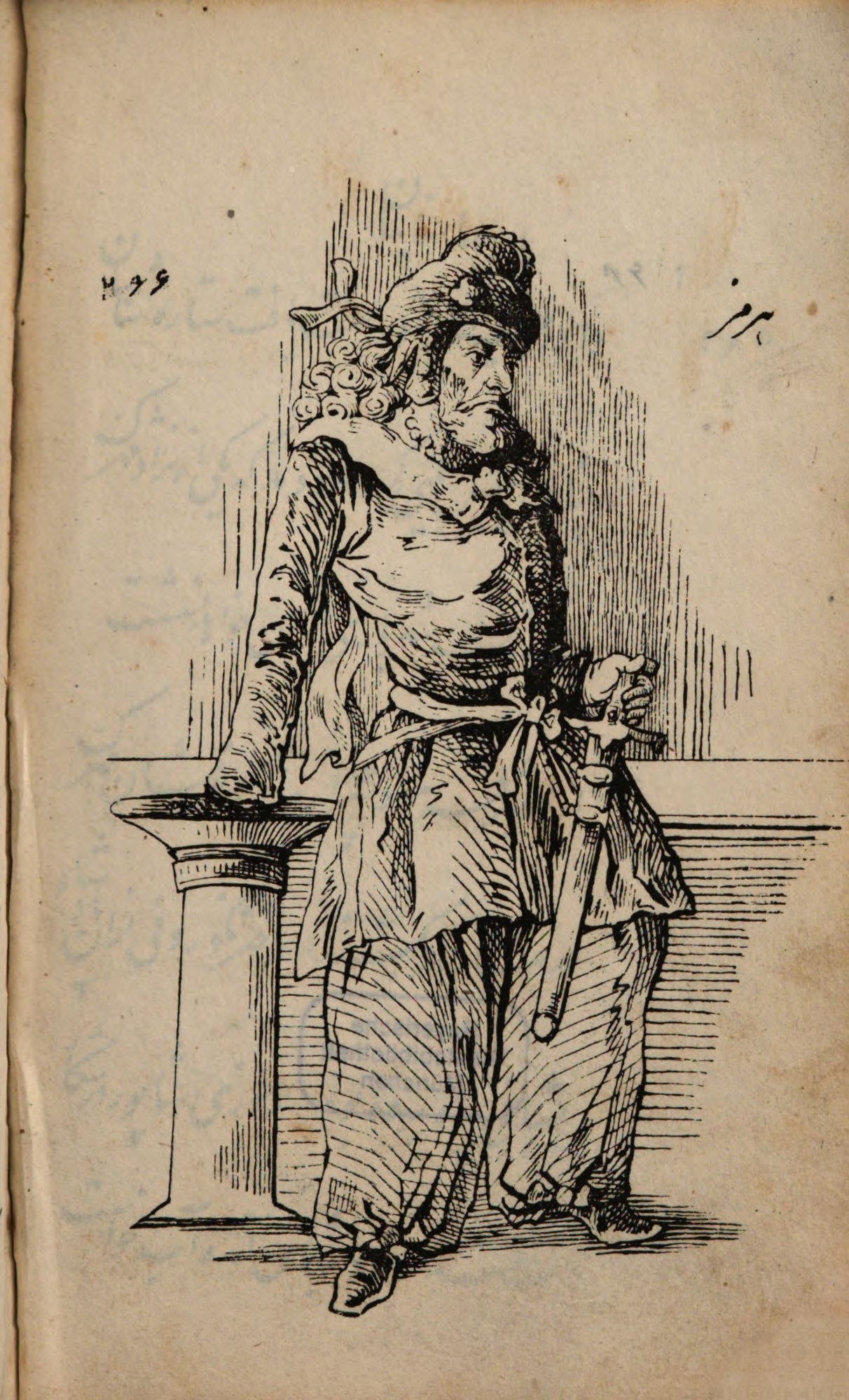
نگاره‌ای از اورمزد یکم در نامهٔ خسروان

دربارهٔ ظاهر هرمز یکم یعنی لباس رسمی، تاج و رفتار اجتماعی او همانگونه که در کتاب مصور شاهان ساسانی برای نسل‌های آینده جاودان شده است، حمزهٔ اصفهانی (زادهٔ تقریباً سال ۸۹۳ میلادی، مرگ میان ۹۶۱ و ۹۷۰ میلادی) توصیفی کوتاه دارد. طبق این توصیف هرمز یکم یک پیراهن گلدوزی شدهٔ قرمز رنگ با شلوار سبز پوشیده است. از توصیف تاج او چنین استنباط می‌شود که این تاج احتمالاً از یک کریمبوس سبز و دیهیم طلایی تشکیل شده بود. این که هرمز مسلح با سپر و نیزه سوار بر یک شیر نشان داده شده احتمالاً بازتاب دهندهٔ دلاوری اوست که منابع عربی و مانوی دربارهٔ آن حکایت می‌کنند.
در تقابل با این توصیف کوتاه که در دوران بعدی انجام شده، سکه‌های هرمز یکم تصویری دقیقتر از تاج ارائه می‌کنند. به خاطر دوران حکومت بسیار کوتاه هرمز یکم طبق سکه‌های به دست آمده فقط یک نوع تاج شناسایی شده است و آن شامل کلاهی پخ است که دور آن را دیهیمی طلایی فرا گرفته است و از پشت آن نوارهایی آویزان است و این نوارها آشکارا بر روی سکه دیده می‌شود. آنچه که در تاج هرمز منحصر به فرد است مارپیچ‌هایی است که بر دیهیم طلایی قرار دارد. کریمبوس بلندی که در انتهای زیرین نوارهایی به آن متصل گردیده است از تاج بالاتر قرار می‌گیرد و حتی از حاشیه سکه نیز بیرون می‌زند.

## سیاست دینی
با وجود دوران کوتاه حکومت هرمز یکم او جایگاه مهمی در آیین زرتشت و مانی دارد. منابع اولیه برای سیاست دینی او سکه‌ها و سپس سنگ نبشته‌های یک زبانهٔ اهربد کرتیر هستند که به فارسی میانه نوشته شده‌اند. اسنادی نیز از بنیانگذار آیین مانوی، مانی، نیز در این رابطه وجود دارد. کرتیر، نمایندهٔ آیین زرتشت که دارای قدرت روزافزون بود و مانی، بنیانگذار آیین مانی، هر دو از چهره‌های برجستهٔ زندگی دینی در سده سوم میلادی در ایران هستند.
این که هرمز یکم بی شک از پیروان آیین زرتشت بود را طرح‌های روی سکه‌ها اثبات می‌کنند. در این طرح‌ها او خود را، «مزدا-خداستوده اورمزد، شاه شاهان ایران و انیران که چهر از ایزدان دارد»، می‌نامد. همچنین در پشت سکه تصویر یک آتشکده حک شده که در کنار آن دو پیکره از خدایان آیین زرتشتی وجود دارد که در مورد هویت آن‌ها اختلاف نظر وجود دارد. این تصویرها و نوشته‌ها در دو روی سکه آشکارا نشان دهندهٔ آیین زرتشتی هستند.
آنچه که پیش از هر چیز ارتباط نخستین شاهان ساسانی را به آیین زرتشت نشان می‌دهد بدون شک ارج‌گذاری ویژه به اهربد کرتیر بود که طبق سنگ‌نبشته‌های او قویا در آن دوران مقام و مرتبهٔ او بالاتر رفته بود. در زمان حاکمیت شاپور یکم کرتیر به عنوان اهربد و نمایندهٔ روحانیت زرتشتی به مرتبهٔ پنجاه و یکم دربار شاهنشاه رسیده بود. شاپور یکم پیرو مؤمن آیین زرتشت بود و این موضوع را سنگ‌نبشته و سکه‌ها گواهی می‌کنند. با وجود این برخورد او نسبت به آیین مانی با شکیبایی بود و به مانی مصونیت داده بود و فعالیت‌های دینی او را آزاد گذاشته بود. در زمان هرمز یکم جایگاه کرتیر بالاتر می‌رود. طبق سنگ نبشته‌های کرتیر هرمز یکم او را با کلاه و کمربند به تصویر می‌کشد که نمادهای ظاهری بالاتر رفتن مرتبه و شان او هستند. علاوه بر این هرمز یکم به کرتیر عنوان موبد اورمزد (موبد خدا اورمزد) داده می‌شود که تا آن زمان چنین عنوانی وجود نداشت. بدین وسیله در دربار، استان‌ها و سرتاسر شاهنشاهی قدرت بالا و استقلال زیادی در انجام وظایف مذهبی خود به دست می‌آورد.
| هرمز یکمخاندان ساسانزادهٔ: ؟ م درگذشتهٔ: ژوئن ۲۷۱ م |                              |                 |
| عنوان سلطنتی                                      |                              |                 |
| پیشین: شاپور یکم                                  | شاهنشاه ایران‌شهر ۲۷۰ – ۲۷۱ م | پسین: بهرام یکم |

مانی به عنوان نمایندهٔ اقلیت دینی دارای جایگاه کاملاً متفاوتی بود. در نوشته‌های به دست آمده از متن‌های دینی مانوی که بخشی مربوط به هرمز یکم و بخشی دیگر مربوط به پیرو آیین مانوی، بهرام یکم، است بر رفتار شکیبایانهٔ هرمز در برابر مانی گواهی می‌شود. حتی در جاهایی که آشکارا از مصونیت صحبت نشده می‌توان از متن چنین مطلبی را برداشت کرد. در برخی از متون به شدت آسیب دیدهٔ پارتی حتی این مطلب یاد شده است که شاهنشاه احترام ویژه‌ای برای مانی قائل بوده است. با وجود این ابداً نمی‌توان هرمز یکم را پیرو آیین مانوی دانست. تکه‌پاره‌هایی از یک متن سغدی که در لنینگراد نگه داشته می‌شود حاکی از ارتباط خوب مانی با یک شاهنشاه دارد که از او نامی برده نشده، ولی به نظر ویلیامز آن شاهنشاه همان هرمز یکم است. این متن مانوی دیدار مانی با یک مغ را نشان می‌دهد که در آن دیدار مانی برای مغ دو روایت پندآموز را حکایت می‌کند. مغ که از نیروی سخنرانی مانی شگفت زده می‌شود پیشنهاد می‌کند که با او نزد یک موبد که مقام بالاتری از مغ است بروند تا این حکایت پندآموز را نزد موبد بازگو کند. چون مانی این پیشنهاد را رد می‌کند و با حکایت پندآموز دیگری پاسخ می‌دهد مغ از او می‌خواهد که نزد بات بروند. این پیشنهاد را نیز مانی رد می‌کند و می‌گوید که هر دو اینها از دشمنان او هستند؛ ولی زمانی که مغ به مانی پیشنهاد می‌کند تا مانی حکایت خود را نزد شاهنشاه بازگو کند مانی می‌پذیرد و آغاز به گفتن دعای خیر برای شاهنشاهی که از او نامی برده نمی‌شود و همچنین شاهنشاهی او می‌کند. بات در متن‌های سغدی دشمن مانی شمرده می‌شود، ولی در متن‌های دینی مانوی پیرو آیین مانی است و سه سال در سفرهای تبلیغی مانی تا کمی پیش از مرگ او تا پایان دوران حکومت سه ساله بهرام یکم مانی را همراهی می‌کرده است. ویلیامز از این دورهٔ زمانی سه سالهٔ بهرام یکم این نتیجه را گرفته است که شاهنشاهی که از او نام برده نشده هرمز یکم است.
متن دیگری که به دست آمده متنی است مانوی ترکی از تورفان که طبق این متن شاهزاده اورمیزت، بعداً هرمز یکم، در نبردی با مانی شکست خورده و به دین مانی می‌گرود. این داستان از جمله افسانه‌های تغییر دین شخصیت‌های مهم مانند پیروز، شاه بات، توران شاه، مهرشاه (متن تورفان)، شاه تیرمهر است که هنگام تبلیغ آیین مانوی شایع می‌شد و نقش مهمی در قانع کردن دیگران برای تغییر دین بازی می‌کرد.